# Irina Meszynská
Irina Meszynská, provdaná Winklerová (* 24. března 1962 Berlín) je bývalá reprezentantka Německé demokratické republiky v hodu diskem. Byla členkou klubu Berliner TSC, na vrcholu kariéry měřila 176 cm a vážila 97 kg.
Vrcholovému sportu se věnovala od roku 1975, vyhrála mistrovství Evropy juniorů v atletice 1979 v Bydhošti. V roce 1982 se stala diskařskou mistryní NDR, obsadila osmé místo na mistrovství Evropy a vytvořila nejlepší výkon roku 71,40 m. V roce 1984 vyhrála v Praze soutěž Družba 84, když vytvořila nový světový rekord 73,36 m. Tento rekord byl o devět dní později překonán Zdeňkou Šilhavou, ještě v roce 2019 však byl šestým nejlepším hodem všech dob. Meszynská za tento výkon obdržela Vlastenecký záslužný řád.
V roce 1986 obsadila čtvrté místo na mistrovství Evropy a v roce 1987 byla čtvrtá na Univerziádě, opakovaná zranění jí zabránila v dosažení lepších výsledků. V roce 1989 přešla z atletiky na judo, stala se mistryní NDR v těžké váze a na mistrovství Evropy v judu 1990 obsadila sedmé místo. Vystudovala práva na Humboldtově univerzitě, provozuje advokátní kancelář a je také sportovní funkcionářkou.